# ドロリッチ
ドロリッチ（Dororich）とは、グリコ乳業株式会社が2007年から2019年にかけて販売していたデザート飲料である。「新感覚の飲むスイーツ」というコンセプトで発売された。

## 歴史
- 2007年（平成19年）10月 - 九州地方で先んじて発売が開始される。
- 2008年（平成20年）
  - 4月 - 関東地方で発売が開始される。
  - 11月 - 全国展開が始まる。
- 2009年（平成21年）- ドロリッチがブームとなる。この年の売上高は100億円程度だったとみられる[1]。
- 2019年（平成31年）3月 - 販売を終了する[2]。

## 特徴
クリームとゼリーの2層が混ざり合うことで独特の食感を生み出しており、デザート飲料の先駆けとなった。主にコンビニエンスストアのチルド製品棚で販売されていた。価格は150円。内容量は発売当初220gであったが、減少してゆき2017年には120gになったが2018年には180gに回復した。
その一方で、価格を据え置いたまま内容量を減らす施策がステルス値上げだとの指摘も寄せられた。
2019年2月22日、江崎グリココーポレートコミュニケーション部の担当者は、J-CASTニュースの取材に対して競合商品の登場により生産を終了したと説明している。マーケティングに詳しい学習院大学学教授の上田隆穂は同社の取材に対して、価格はそのままに量で価格調整をしたいという企業の気持ちはわかるとしたうえで、そのステルス性が反発を招き、だまし討ちされたと感じたロイヤルユーザーが離れていったと指摘している。

## ドロリッチガールズ
ドロリッチのCM中で、グラビアアイドルらがイメージガールズとして採用された。